# HMAS Australia (nehézcirkáló)
A HMAS Australia az ausztrál Királyi Haditengerészet egyik County-osztályú nehézcirkálója volt. Valószínűleg ez volt az első hajó, melyet kamikaze támadás ért, valamint ez a hajó szenvedte el a legtöbb ilyen támadást.
Az Australia építését 1925. augusztus 25-én kezdték a glasgow-i John Brown and Company hajógyárban. A nehézcirkáló vízrebocsátására 1927. március 17-én, hadrendbe állítására pedig két hónappal testvérhajója, a HMAS Canberra előtt, 1928. április 24-én került sor.

## Szolgálata

### Második világháború
A második világháború kitörése után, az ausztrál Királyi Haditengerészeten belül csak "The Aussie"-nak nevezett hajó, elsőként 1940 végén, Dakar partjainál sütötte el 203 mm-es ágyúit a Menace hadművelet keretein belül. A HMAS Australia komoly sérüléseket okozott a Vichy Franciaország haditengerészeténél szolgáló, L'Audacieux nevű rombolónak, mely néhány nappal később, szeptember 23-án, 24-én meg is feneklett. Természetesen az Australia is kapott találatokat a parti ütegektől, valamint az Ausztrál Királyi Légierő 9. repülőszázadától leválasztott, Supermarine Seagull V típusú felderítőgépét is lelőtték.

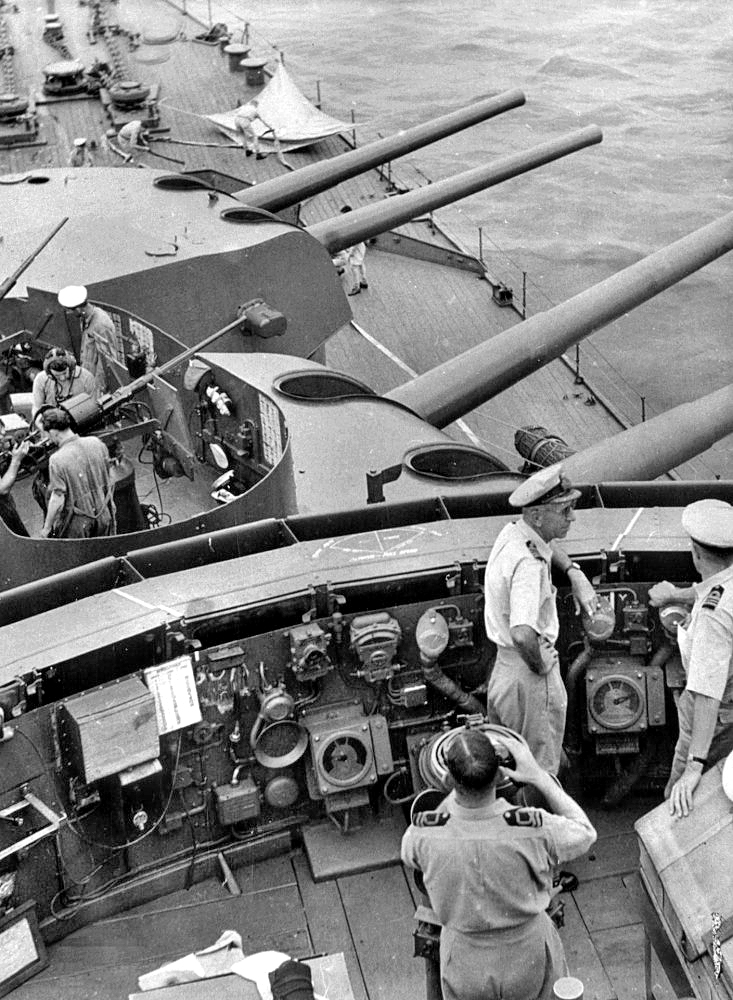
A HMAS Australia parancsnoki hídja és első lövegtornya 1944 szeptemberében. A jobbra néző Emile Dechaineux kapitány az előtérben, fehér ingben látható.

1941-ben az Australia konvojokat kísért az Atlanti- és az Indiai-óceánon. A Csendes-óceáni háború kezdete után a hajót áthelyezték a Csendes-óceán délnyugati részére. 1942 májusában a Korall-tengeri csata során a hajó túlélte a japán torpedóbombázók folyamatos támadását. 1942 augusztusától 1944 közepéig a HMAS Australia tüzérségi támogatást nyújtott a szárazföldi csapatoknak. Ilyen módon segítette többek között a guadalcanali és az új-guineai hadjáratot, vagy az Új-Britanniai partraszállást.
1944. október 21-én, a Leyte-öbölbeli tengeri ütközet előtt az ausztrál nehézcirkálót eltalálta egy 200 kilogrammos bombát hordozó japán repülőgép. Valószínűleg ez volt az első kamikaze támadás. A repülőgép a fedélzet alatti részbe csapódott. A becsapódás következtében nagy területet terített be az égő üzemanyag, valamint a repülőgép roncsai. A 200 kilogrammos bomba nem robbant fel, de ha ez megtörténik akkor a hajó nagy valószínűséggel megsemmisült volna. A támadás során a legénység 30 tagja vesztette életét, többek közt Emile Dechaineux kapitány is.
Október 25-én a nehézcirkálót ismét találat érte, ami miatt a hajónak az Új-Hebridákhoz kellett hajóznia, hogy ott megjavítsák. Az Australia 1945 januárjában állt újra szolgálatba. A háború végéig a hajót nem kevesebb mint hat alkalommal érte kamikaze támadás, melyek során 86 fő vesztette életét. Amikor a háború véget ért az Australia ismét javítás alatt állt, a támadások okozta sérülések miatt.

### 1945-1956
A háború után az Australia kiképzőhajóként szolgált. 1954. augusztus 31-én úgy döntöttek, hogy megszabadulnak a nehézcirkálótól, ezért 1955. január 25-én eladták azt a British Iron and Steel Corporationnak ócskavasként. 1955. március 26-án a hajót elvontatták Sydneyből, majd 1956-ban a barrow-in-furnessi hajóbontóban szétszedték.

## Külső hivatkozások
A HMAS Australia története, és a hajóról készült képek Archiválva 2010. április 13-i dátummal a Wayback Machine-ben (Angol)